# 殷皇后
殷皇后（5世纪？—453年），陳郡长平县（今河南省周口市西华县）人，刘宋“元凶”皇帝劉劭的皇后。

## 生平
殷皇后是刘宋黄门侍郎殷淳之女，元嘉十五年四月甲辰（438年5月14日），被选为太子刘劭太子妃。元嘉三十年（453年），刘劭杀死父亲宋文帝刘义隆自立为帝，四月，刘劭册立殷氏为皇后。五月，刘劭的弟弟宋孝武帝刘骏杀死刘劭即位，殷皇后在廷尉被赐死，临死前她对狱丞江恪说：“你们刘家骨肉互相残害，为什么无故杀害天下没有罪过的人。”江恪说：“你被册拜为皇后，不是罪过是什么呢？”殷皇后说：“这是暂时的罢了，应当以王鹦鹉为皇后。”